# Наёмное рабство
Наёмное, или зарплатное рабство — положение, при котором работник теоретически (de jure) свободен и работает по собственной воле, а на практике (de facto) вынужден торговать собственной рабочей силой, переходить в положение добровольного рабства, зачастую подчиняясь условиям работодателя ради того, чтобы выжить, так как все средства к существованию человека зависят от одной только заработной платы.
Этот негативно-коннотированный термин используют некоторые сторонники марксистской идеологии, чтобы провести аналогию между древним рабством и положением рабочего, зарабатывающего наёмным трудом, подчеркнуть сходства между рабовладением и наймом на работу, и утверждать, что свобода выбора в капиталистической системе иллюзорна. Ноам Хомский утверждает, что в современных демократических обществах демократический элемент распространяется в лучшем случае только на политическую систему. Экономическая система, по его мнению, по-прежнему основана на диктате государства, при котором большинству индивидов отводится второстепенная роль средств производства.
С точки зрения критиков капиталистической системы, наёмное рабство превращает человека в специфическую форму товара на рынке труда, лишает его свободного времени, необходимого для полноценного развития, пагубно сказывается на здоровье (см. также кароси).
Сходство между рабством и наёмной работой было подмечено ещё в Древнем Риме Цицероном. Распространённая в средневековой России практика кабального холопства говорит о длительном историческом сосуществовании рабства и свободного выбора. До войны Севера и Юга в США сторонники рабства из южных штатов сравнивали условия жизни своих рабов с условиями, в которых приходилось жить и трудиться вольнонаёмным работникам в северных штатах.
С наступлением промышленной революции Маркс, Прудон и другие мыслители также сравнивали наёмный труд и рабство, критикуя частную собственность на средства производства.
Так как предпринимательская экономика нацелена на получение прибыли, в том числе за счёт снижения расходов на оплату наёмного труда, это неизбежно рано или поздно приводит к обнищанию наёмных работников, считают марксисты и неомарксисты..Удешевление наёмной рабочей силы — это одна из главных основ накопления капитала, такой «закон капиталистического накопления» вывел Карл Маркс в «Капитале».

## История
Мнения о том, что работа за зарплату близка к рабству, появились ещё в античные времена. Одним из первых было рассмотрение проституции как «временного рабства». Продажа себя в рабство на какой-то срок была одним из способов быстрее получить римское гражданство. Цицерон в своём трактате «Об обязанностях» отметил, что

Недостойны свободного человека и презренны заработки всех подёнщиков, чей покупается труд, а не искусство; ведь в этих занятиях самая плата есть вознаграждение за рабское состояние.
Оригинальный текст (лат.)Illiberales autem et sordidi quaestus mercennariorum omnium, quorum operae, non quorum artes emuntur; est enim in illis ipsa merces auctoramentum servitutis.

Чёткое определение понятия «наёмное рабство» было дано Симоном Ленге (англ. Simon-Nicholas Henri Linguet) в 1763 году. К. Маркс уделил Ленге целую главу «Теории прибавочной стоимости», в которой цитирует С. Ленге:

Только невозможность прожить иначе заставляет наших поденщиков пахать землю, плодами которой им не придётся воспользоваться, а наших каменщиков — воздвигать дома, в которых им не придётся жить. Нищета гонит их на рынок, где они поджидают господ, которые соблаговолили бы их купить. Нищета вынуждает их на коленях умолять богача, чтобы тот позволил им обогащать его.

Идею о том, что между наёмной работой и рабством имеется существенное сходство, в конце XVIII и в XIX веке часто высказывали как сторонники рабства (особенно в южных штатах США), так и противники капитализма (критиковавшие и систему рабского труда тоже). Некоторые защитники рабства на Юге утверждали, что работники на Севере «свободны только по названию, но [на самом деле] — рабы бесконечного тяжёлого труда», и что их рабы находились в лучшем положении. Это утверждение было частично подтверждено современными исследованиями, которые установили, что материальные условия жизни и труда рабов были «лучше, чем то, что обычно было доступно для лично свободных городских рабочих в те времена». В тот период Генри Торо написал, что «тяжко, когда над тобой есть надзиратель с Юга, ещё хуже — если с Севера; но хуже всего, когда ты сам себе надсмотрщик».
Утверждение о том, что наёмные работники — это наёмные рабы, было не бесспорным. Многие аболиционисты в США, включая капиталистов из северных штатов, полагали такую аналогию ложной. Они считали, что наёмные работники не были «ни обманутыми, ни угнетёнными». Аболиционист и бывший раб Фредерик Дуглас сказал «теперь я сам себе хозяин», когда он получил оплачиваемую работу. Авраам Линкольн и республиканцы «не оспаривали утверждение о том, что человека, который всю жизнь был наёмным работником, можно сравнить с рабом», но утверждали, что условия для них всё-таки разные: у наёмного работника есть шанс начать работать на себя в будущем, достичь самозанятости — а у рабов такой возможности практически нет.
Однако самозанятость становилась всё более редкой, когда во второй половине XIX в. ремесло стало вытесняться промышленным производством.
Э. П. Томпсон отмечал, что для британских рабочих конца XVIII — начала XIX веков «разрыв в статусе между „слугой“ — нанятым наёмным работником, подчиняющимся хозяйским приказам и дисциплине — и [свободным] ремесленником, который мог „прийти и уйти“, когда пожелает, был столь велик, что люди скорее бы согласились пролить кровь, нежели дать себя перенести с одного края на другой. И, в системе ценностей общества, прав был тот, кто сопротивлялся понижению статуса».
Журнал «Член союза строителей» (англ. Member of the Builders' Union) в 1830-х годах утверждал, что профсоюзы «будут бороться не только за то, чтобы меньше работать и больше зарабатывать — но окончательно отменять [работу за] зарплату [как таковую]; [люди] становятся сами себе хозяевами и работают друг для друга; труд и капитал более не будут разделены, но будут неразрывно соединены в руках работников и работниц». Такая перспектива вдохновляла «Большой национальный консолидированный профсоюз» (англ. Grand National Consolidated Trades Union), у которого в 1834 году была «двойная цель синдикалистских союзов: защита работников в рамках существующей системы и формирование ядер будущего общества», в котором профсоюзы «возьмут под контроль всю промышленность в стране».
«Исследования показали — подытожил Уильям Лазоник (англ. William Lazonick), — что „рождённые свободными англичанине“ восемнадцатого века — даже те, кто, в силу обстоятельств, вынуждены были заниматься сельскохозяйственным наёмным трудом (батрачить) — упорно сопротивлялись переходу в капиталистическую мастерскую».
Использование термина «наёмное/зарплатное рабство» (англ. wage slavery) организациями трудящихся берёт своё начало, видимо, с протестов работниц из организации «Lowell Mill Girls» в 1836 году. В дальнейшем этот термин употреблялся многими организациями трудящихся середины XIX столетия, с целью обозначить недостаток рабочего самоуправления. Однако к концу XIX в. он постепенно заменялся более нейтральным термином «зарплатная работа» (англ. wage work), по мере того, как организации трудящихся стали уделять больше внимания росту заработной платы, нежели несамостоятельности наёмных работников.
Карл Маркс описывал капиталистическое общество как посягающие на индивидуальную автономию. При этом он основывался на материалистической и потребительской концепции тела и его свободы (то есть того, что продаётся, сдаётся в аренду или отчуждается в классовом обществе).
В соответствии со словами Фридриха Энгельса:

Раб продан раз и навсегда, пролетарий должен сам продавать себя ежедневно и ежечасно. Каждый отдельный раб является собственностью определённого господина, и, уже вследствие заинтересованности последнего, существование раба обеспечено, как бы жалко оно ни было. Отдельный же пролетарий является, так сказать, собственностью всего класса буржуазии. Его труд покупается только тогда, когда кто-нибудь в этом нуждается, и поэтому его существование не обеспечено. Существование это обеспечено только классу пролетариев в целом.

В литературе, критикующей наёмную работу, проводится несколько параллелей между такой работой и рабством:
1. Так как невольник — собственность, его ценность для владельца в некотором смысле выше, чем ценность работника, который может уйти, может быть уволен или заменён. Рабовладелец, выражаясь финансовым языком, делал бо́́льшие инвестиции в своего раба (покупая и обучая его), нежели в своего наёмного работника, которому платил только зарплату. По этой причине, во время экономического спада невольники не могли быть уволены так же, как наёмные работники. Вместе с тем, «наёмный раб», как и раб настоящий, может получить травму или увечье, из-за которого его цена на рынке труда снизится (вплоть до нуля — при полной потере трудоспособности). В этом случае, при отсутствии социального обеспечения и социальных гарантий, и тот, и другой могут быть обречены на смерть. В XIX веке условия жизни американских рабов улучшились по сравнению с XVIII в.[23], и, как утверждали историки Фогель и Энгерман, документы плантаций показывали, что рабы стали работать меньше, чем раньше, их питание стало лучше, а телесные наказания стали применяться лишь изредка — то есть материальные условия существования рабов в XIX в. стали «лучше, чем обычно доступные для свободных городских чернорабочих в те времена»[24]. Это произошло отчасти из-за рабовладельческих психологических стратегий в экономической системе, отличной от системы капиталистического наёмного рабства. По словам Марка М. Смита[англ.] из «Общества экономической истории» (англ. Economic History Society), «такой патернализм (пусть назойливый и тиранический), который проявляли хозяева, и методы, которые использовали рабы, чтобы манипулировать им, сделали попытки рабовладельцев установить капиталистические режимы работы на своих плантациях неэффективными и таким образом позволили рабам добиться некоторой автономии»[38] (перевод цитаты затруднён[39]). Подобным же образом, различные стратегии борьбы были восприняты наёмными работниками, создававшими профсоюзы, кассы взаимопомощи и т. д., которые способствовали повышению их уровня жизни со времён начала промышленной революции. Но несмотря на всё это, производственные травмы и профессиональные заболевания продолжают уносить жизни как минимум 2,3 миллиона рабочих в год по всему миру[40], а «от 184 до 208 млн рабочих страдают от профессиональных заболеваний». Ещё около 270 млн случаев телесных повреждений «вызваны предотвратимыми факторами на рабочем месте»[41][42].
2. В отличие от раба, наёмный работник может (кроме случаев массовой безработицы или отсутствия вакансий) выбирать работодателя, но обычно этот выбор невелик, а попытки установить рабочий контроль над бизнесом работодателя могут привести к насилию и другим нежелательным последствиям. В некоторых случаях наёмный работник может выбирать либо работу у одного лишь работодателя, либо бедность и голод. Если раб откажется работать, к нему могут быть применены различные наказания: от лишения пищи до побоев; однако экономически рациональный рабовладелец скорее использует положительную мотивацию, чтобы достичь лучших результатов и не потерять свои вложения в дорогостоящего раба[43][44][45].
3. Исторически рабы могли заниматься самой разной деятельностью, занимать различные должности и иметь различный статус в обществе — почти так же, как и свободные люди; это показывает некоторые сходства между классическим и наёмным рабством[46]
4. Вероятно, наёмное рабство, как и обычное, не присуще «неизменной природе человека», но представляет собой «специфическую реакцию на материальные и исторические условия», которая «воспроизводится в жителях, в общественных отношениях… в идеях… и в общественных формах повседневной жизни»[47].
5. Тот факт, что сторонники наёмного рабства победили сторонников классического рабства в войне Севера и Юга и как бы выиграли у них легитимность своей общественной системы в ходе некоего «соревнования», зачастую мешает видеть сходства между наёмным и обычным рабством. И у тех, и у других были очень позитивные оценки и аргументы в свою пользу, и те, и другие стремились оговорить своих оппонентов.[26][27][48]

Сами работники также отмечали сходства между обычным и наёмным рабством. Например, в XIX в. «Lowell Mill Girls», которые, насколько известно, ничего не знали про европейский марксизм или анархизм, осудили «деградацию и субординацию» новой развивающейся индустриальной системы, а также «новый дух эпохи: добывать богатство, забыв про всех, кроме себя», поддерживали требование о том, что «те, кто работают на ткацких фабриках, должны принадлежать себе».
Это выразилось в песне протестующих во время забастовки 1836 года:

Это ль не печально, что такая милая девушка, как я,

Должна быть послана на фабрику, чтоб зачахнуть и умереть?

О! Я не могу быть рабыней, я не буду рабыней,

Потому что я так обожаю свободу,

Что я не могу быть рабыней.
Оригинальный текст (англ.)
Oh! isn't it a pity, such a pretty girl as I

Should be sent to the factory to pine away and die?

Oh! I cannot be a slave, I will not be a slave,

For I'm so fond of liberty,

That I cannot be a slave.

Защитники системы наёмного труда, как и защитники рабства, связывали зависимость одного человека от другого с зависимостью человека от природы; они утверждали, что иерархия и социальная система особых производственных отношений присуща природе человека, и что она не более насильственная, чем сама реальность жизни. Согласно этой точке зрения, любая попытка из лучших побуждений изменить такой статус-кво — наивна, утопична и приведёт только к ужесточению условий жизни. Лидеры существовавших на протяжении длительного времени рабовладельческих и капиталистических обществ утверждали, что именно их общественная система обеспечивает богатство и процветание. И те, и другие, в некотором смысле, создавали рабочие места и делали рискованные инвестиции. Например, рабовладельцы тоже рисковали, как и предприниматели при капитализме; так, они могли потерять деньги, вложенные в покупку дорогостоящих рабов, которые потом могли заболеть или умереть; а продукция рабовладельческих хозяйств могла не пользоваться хорошим спросом на рынке. Наконец, хоть изредка, но и обычный, и наёмный раб мог стать хозяином (иногда через тяжёлую работу, иногда иным образом). Истории типа «из оборванцев в миллионеры» иногда случались при капитализме; однако «превращение раба в хозяина» тоже случалось в местах вроде колониальной Бразилии, где рабы могли выкупать свою свободу и потом становиться предпринимателями, самозанятыми ремесленниками и даже рабовладельцами. Некоторая социальная мобильность существовала и при рабовладельческом строе, и при капитализме — вопреки заявлениям критиков концепции наёмного рабства о том, что у наёмного работника всегда есть возможность собственными усилиями изменить свой социальный статус, а у раба не могло её быть.
Антрополог Дэвид Грэбер отмечает, что первый известный в истории наёмный труд — хоть в античной Греции или Риме, хоть в городах-государствах малайцев и суахили на островах Индийского океана — фактически был сдачей рабов в аренду (обычно хозяин-арендодатель получал часть денег, заработанных рабом, остальное оставалось последнему на пропитание). Такие договорённости, по Грэберу, имели много общего с рабством в Новом Свете (в США и Бразилии). Сирил Джеймс утверждал, что большинство способов организации труда фабричных рабочих во времена промышленной революции были ранее опробованы на рабовладельческих плантациях.

### Сокращение частоты употребления термина
В конце XIX столетия термин «наёмное рабство» стал использоваться реже, по мере того как рабочие организации вроде «Рыцарей труда» и «Американской федерации труда» постепенно перешли от идей рабочего самоуправления к профсоюзной идеологии. В основном, это было вызвано бурным развитием промышленного производства после индустриальной революции и возникшим в результате этого доминированием наёмного труда. Другим фактором была иммиграция и демографические изменения, приведшие к разногласиям между рабочими на национальной почве.
Так, Хельга Хальгримсдоттир (англ. Helga Hallgrimsdottir) и Сесилия Бенуа (англ. Cecilia Benoit) указывали на то, что:

Всё увеличивающаяся централизация производства привела к усилению конкуренции между работниками, снижению заработной платы и постепенной потере компетентности и независимости квалифицированных рабочих. Это означало, что «критика, рассматривающая любую наёмную работу как рабство и избегавшая требований „рабочей концессии“ для создания республики производителей (через профсоюзы, забастовочные фонды и т. д.) была намного менее убедительной, чем та, которая рассматривала рабство как наёмную работу за очень низкое вознаграждение»
Оригинальный текст (англ.)
increased centralization of production… declining wages… [an] expanding… labor pool… intensifying competition, and… [t]he loss of competence and independence experienced by skilled labor meant that "a critique that referred to all [wage] work as slavery and avoided demands for wage concessions in favor of supporting the creation of the producerist republic (by diverting strike funds towards funding… co-operatives, for example) was far less compelling than one that identified the specific conditions of slavery as low wages…"

## Трактовка термина в различных экономических системах
Некоторые антикапиталистические мыслители заявляли, что элита поддерживает наёмное рабство и разобщение рабочего класса, пользуясь своим влиянием на средства массовой информации и развлечений, образовательные учреждения, а также с помощью несправедливых законов, националистической и корпоративной пропаганды, всяческого стимулирования к принятию ценностей, угодных правящей верхушке, прямого государственного насилия, страха перед безработицей, наконец, «исторического наследия» в виде эксплуатации и накопления/перераспределения прибыли при прежних экономических системах. Под это была подведена определённая экономическая теория.
Так, Адам Смит отметил, что работодатели часто вступают в тайные сговоры между собой, чтобы поддерживать низкий уровень зарплат:

Интересы торговцев… в любой отдельно взятой отрасли торговли или производства — всегда в некоторых аспектах отличаются от общественных интересов, и даже противоречат им. Эти люди обычно заинтересованы в том, чтобы обманывать и даже угнетать общественность. Мы, как было сказано, редко слышим о союзах хозяев, хотя часто — о союзах рабочих. Но если кто-то воображает на сей счёт, будто бы хозяева редко объединяются, — значит, он просто не разбирается в этой теме. Работодатели всегда и везде находятся в некоем молчаливом союзе между собой, в согласии не повышать оплату труда выше нынешнего уровня… Нетрудно, однако, предвидеть, какая из двух сторон получит (при всех обычных обстоятельствах) преимущество в споре и заставит другую сторону согласиться с предложенными условиями.
Оригинальный текст (англ.)The interest of the dealers... in any particular branch of trade or manufactures, is always in some respects different from, and even opposite to, that of the public… [They] have generally an interest to deceive and even to oppress the public… We rarely hear, it has been said, of the combinations of masters, though frequently of those of workmen. But whoever imagines, upon this account, that masters rarely combine, is as ignorant of the world as of the subject. Masters are always and everywhere in a sort of tacit, but constant and uniform combination, not to raise the wages of labor above their actual rate… It is not, however, difficult to foresee which of the two parties must, upon all ordinary occasions, have the advantage in the dispute, and force the other into a compliance with their terms.

### Капитализм
Концепция наёмного рабства предположительно восходит к докапиталистическим деятелям, таким как Джерард Уинстенли (радикальное христианское движение диггеров в Англии), который в 1649 г. в своём памфлете «Новый закон добродетели» (англ. The New Law of Righteousness) написал, что «не будет ни покупки, ни продажи, ни ярмарок, ни рынков — но вся Земля будет общей сокровищницей для каждого человека» и что «никто не будет господином над другими, но каждый будет господином самому себе».
Ещё Аристотель утверждал, что «граждане не должны жить механической или меркантильной жизнью (ибо такая жизнь — постыдная и враждебна добродетели)» («Политика» 1328b-1329a). А Цицерон в 44 г. до н. э.: «вульгарны средства к существованию всех наёмных рабочих, которым мы платим всего лишь за ручной труд, не за художественное мастерство; в их случае то жалование, что они получают — залог их рабства». В чём-то подобную критику высказывали и некоторые сторонники либерализма, такие как Генри Джордж, Сильвио Гезелль, Томас Пейн, а также католические дистрибутисты.
Немецкий философ Макс Штирнер в 1844 году (за 4 года до «Манифеста Коммунистической партии», за 23 года до «Капитала» Маркса) писал:

Рабочие имеют огромную силу в своих руках, и если бы они её почувствовали и воспользовались ею, то ничто бы не могло устоять против них: стоило бы им только приостановить работу и все выработанное ими считать своим, пользуясь им для себя. Таков смысл вспыхивающих иногда рабочих волнений. Государство покоится на рабстве труда. Когда труд сделается свободным, государство будет сокрушено.
— Макс Штирнер. Единственный и его достояние
По Марксу и анархистам вроде Бакунина и Кропоткина, наёмное рабство связано с капиталистическим способом производства и обусловлено наличием частной собственности на средства производства у капиталистов и  отсутствием такой собственности у пролетариата, при недостаточном регулировании взаимоотношений между капиталом и наёмными работниками со стороны государства. Основные причины данной классовой ситуации таковы:
1. сосредоточение в руках капиталистов собственности на средства производства, в ходе индустриализации и укрупнения промышленных производств,
2. заинтересованность капиталистов в поддержании максимальной нормы прибыли, в том числе за счёт снижения расходов на оплату труда,
3. падение нормы прибыли из-за конкуренции, кризисов перепроизводства и сокращения доли пролетариата в себестоимости производимой продукции в ходе механизации производства
4. с экономическими циклами промышленного оживления и спада и постоянным образованием и поглощением «резервной армии» безработных. С концентрацией богатства на одном полюсе, относительная величина этой резервной армии увеличивается, как увеличивается и давление на неё со стороны капитала[14].

а среди вторичных причин существования наёмного рабства можно отметить:
1. отсутствие правового регулирования трудовых отношений между наёмными работниками и капиталистами, со стороны государства (отсутствие адекватного минимального размера оплаты труда, нормированной продолжительности рабочего дня и отдыха и т.д.);
2. вывод производств в страны с более дешёвой рабочей силой;
3. наём трудовых мигрантов, либо штрейкбрехеров, готовых работать за более низкую оплату труда, с ненормированным рабочим днём;
4. уничтожение или удержание части товаров с целью поддержания высоких цен;
5. существование множества посредников между производителем и потребителем, которые получают свою долю, не внося реального вклада в производство товаров;
6. запрет деятельности профсоюзов в отдельных компаниях.

### Социализм
По мнению американского философа левого направления Ноама Хомского, жестокость Советского государства в первой половине XX века и разрушение рабочих советов стали считаться обусловленными социализмом и коммунизмом, что помогало очернять эти политические движения и представлять капиталистический наёмный труд как якобы единственно верную альтернативу советской модели.
При этом в сталинском СССР широко существовал ещё и негосударственный сектор. К началу 1950-хх годов было 12667 артелей, где работало 1,844 млн человек, которые выпускали 33444 наименования товаров на сумму 31,2 млрд руб. Но с приходом к власти Н.Хрущёва этот сектор был существенно сокращён

### Фашизм
При фашистском режиме профсоюзы подавлялись сильнее, чем в Европе и США. Фашистская экономическая политика, проводимая в 1920-х и 1930-х годах, привела к росту иностранных (особенно американских) инвестиций в Италии и Германии.
Известные критики фашизма, такие как Буэнавентура Дуррути, считали, что фашизм — это оружие и прибежище привилегированных людей, желающих и впредь сохранить наёмное рабство:

Никакое правительство не борется с фашизмом, чтобы уничтожить его. Когда буржуазия видит, что власть выскальзывает у неё из рук, она взращивает фашизм, чтобы сохранить свои привилегии.
Оригинальный текст (англ.)No government fights fascism to destroy it. When the bourgeoisie sees that power is slipping out of its hands, it brings up fascism to hold onto their privileges.

Тем не менее Юлиус Эвола считал фашизм слишком ориентированным на рабочих и социалистическим, о чём писал в своей книге «Фашизм: критика справа».

### Комментарии
1. ↑  Известная анархистка. В 1919 году была выслана из США в Советскую Россию. Вначале с энтузиазмом отнеслась к советском строю; по поручению правительства Ленина ездила в Гуляйполе, где встречалась с Нестором Махно. Однако после разгрома большевиками движения анархистов и подавления Кронштадтского восстания, стала добиваться выезда из СССР. В декабре 1921 выехала на Запад. Свои впечатления об СССР изложила в книге «Мое разочарование в России» (My Disillusionment in Russia, 1923—1924).

### Сноски
1. ↑  wage slave — Definition from the Merriam-Webster Online Dictionary. Дата обращения: 16 июня 2012. Архивировано 23 апреля 2009 года.
2. ↑  wage slave — Definitions from Dictionary.com. Дата обращения: 16 июня 2012. Архивировано 24 мая 2009 года.
3. ↑  David P. Ellerman, Property and Contract in Economics. Дата обращения: 19 июля 2022. Архивировано 18 июня 2022 года.
4. ↑  Conversation with Noam Chomsky, p. 2 of 5. Globetrotter.berkeley.edu. Дата обращения: 28 июня 2010. Архивировано 30 июня 2012 года.
5. 1 2 3 4 5  Hallgrimsdottir, Helga Kristin; Benoit, Cecilia. From Wage Slaves to Wage Workers: Cultural Opportunity Structures and the Evolution of the Wage Demands of Knights of Labor and the American Federation of Labor, 1880–1900 (англ.) // Social Forces[англ.] : journal. — 2007. — March (vol. 85, no. 3). — P. 1393—1411. — doi:10.1353/sof.2007.0037. Архивировано 4 марта 2016 года.
6. 1 2  «… vulgar are the means of livelihood of all hired workmen whom we pay for mere manual labor, not for artistic skill; for in their case the very wage they receive is a pledge of their slavery» — «Об обязанностях» De Officiis Архивная копия от 19 октября 2017 на Wayback Machine
7. ↑  MA Klein (1986), Slavery in Russia, 1450–1725, American Journal of Sociology
8. ↑  Foner, Eric. Free Soil, Free Labor, Free Men (неопр.). — С. XIX.
9. ↑  Jensen, Derrick. The Culture of Make Believe (неопр.). — 2002.
10. ↑  Marx, Ch. 7 of Theories of Surplus Value, a critique of Linguet, Théorie des lois civiles, etc., Londres, 1767. Дата обращения: 16 июня 2012. Архивировано 12 апреля 2022 года.
11. ↑  Proudhon, Pierre Joseph. What is Property? An Inquiry into the Principle of Right and of Government. Дата обращения: 16 июня 2012. Архивировано 4 июля 2013 года.
12. 1 2  Кирвель Чеслав Станиславович, доктор философских наук, профессор, заведующий кафедрой философии Гродненского государственного университета Республики Беларусь. Судьба пролетариата в современную эпоху сквозь призму учения К. Маркса // Маркс и марксизм в контексте современности : материалы междунар. науч. конф., посвящ. 200-летию со дня рождения К. Маркса (1818–1883), Минск, 26–27 апр. 2018 г.. — 2018. — С. 197-202. Архивировано 9 июня 2020 года.
13. 1 2  Комолов О.О. Кризисы капитализма в советской политэкономической парадигме и современность // Вестник Московского финансово-юридического университета. — 2017. — Вып. 4. — С. 25–36. — ISSN 2224-669X. Архивировано 28 апреля 2023 года.
14. 1 2  К. Маркс, Капитал, глава 23 «Всеобщий закон капиталистического накопления». («...обусловливает накопление нищеты, соответственное накоплению капитала. Следовательно, накопление богатства на одном полюсе есть в то же время накопление нищеты, муки труда, рабства, невежества, огрубения и моральной деградации на противоположном полюсе»
15. ↑  [civilliberty.about.com/od/gendersexuality/tp/History-of-Prostitution.htm «History of Prostitution»]. Дата обращения: 18 июня 2012. Архивировано 22 января 2009 года.
16. ↑  The International Standard Bible Encyclopedia. Geoffrey W. Bromiley. Wm. B. Eerdmans Publishing, 1995. ISBN 0-8028-3784-0. p.543.
17. ↑  Цицерон. Об обязанностях, I, XLII, 150.
18. ↑  
Маркс К., Энгельс Ф. Теория прибавочной стоимости. Глава VII. Ленге. // Сочинения / В. К. Бругилинский, И. И. Прейс. — Издание второе. — М.: Государственное издательство политической литературы, 1962. — Т. 26—1. — С. 348—349. — 477 с. — 120 000 экз.
19. ↑  
Linguet N. Теория гражданских законов, или Основные начала общества = Theorie des loix civiles, ou Principes fondamentaux de la societe. — Лондон, 1767. — Vol. I-II. — P. 274.
20. 1 2  Robert Schalkenbach Foundation. Дата обращения: 30 июня 2012. Архивировано из оригинала 6 августа 2011 года.
21. ↑  Capital: Volume One. Дата обращения: 30 июня 2012. Архивировано 6 марта 2009 года.
22. ↑  The Hireling and the Slave – Antislavery Literature Project. Дата обращения: 9 января 2025. Архивировано из оригинала 8 августа 2012 года.
23. 1 2  JStor. Дата обращения: 30 июня 2012. Архивировано 8 августа 2012 года. The Height of American Slaves: New Evidence of Slave Nutrition and Health
24. 1 2  Fogel & Engerman, Without Consent or Contract, New York: Norton, 1989, p. 391.
25. ↑  Thoreau, Walden, Penguin, 1983, p.49
26. 1 2  Foner, Eric. 1998. The Story of American Freedom. W. W. Norton & Company. p. 66
27. 1 2  McNall, Scott G.; et al. Current Perspectives in Social Theory (неопр.). — Emerald Group Publishing[англ.], 2002. — С. 95. — ISBN 978-0-7623-0762-3.
28. ↑  Douglass, Frederick; Henry Louis Gates. Autobiographies : Narrative of the Life of Frederick Douglass, an American Slave (англ.). — P. 95.
29. ↑  p.181-184 Democracy’s Discontent By Michael J. Sandel. Дата обращения: 30 сентября 2017. Архивировано 20 июня 2022 года.
30. ↑  Thompson, 1966, p. 599.
31. ↑  Thompson, 1966, p. 912.
32. ↑  Ostergaard, 1997, p. 133.
33. ↑  Lazonick, 1990, p. 37.
34. ↑  Artisans Into Workers: Labor in Nineteenth-century America By Bruce Laurie
35. ↑  From Wage Slaves to Wage Workers — Free text. Дата обращения: 16 июня 2012. Архивировано из оригинала 30 июня 2009 года.
36. ↑  
Маркс К., Энгельс Ф. Принципы коммунизма. // Сочинения / Л. И. Гольман, В. А. Морозова. — Издание второе. — М.: Государственное издательство политической литературы, 1955. — Т. 4. — С. 325. — 638 с. — 200 000 экз.
37. ↑  Grimes, William (18 апреля 2007). Looking Back in Anger at the Gilded Age's Excesses. The New York Times. Архивировано 20 июня 2022. Дата обращения: 9 апреля 2010.
38. ↑  Debating Slavery: Economy and Society in the Antebellum American South, p. 44.
39. ↑  Оригинал цитаты на английском: «although intrusive and oppressive, paternalism, the way masters employed it, and the methods slaves used to manipulate it, rendered slaveholders' attempts to institute capitalistic work regimens on their plantation ineffective and so allowed slaves to carve out a degree of autonomy». Такую фразу со специальной социально-экономической терминологией сложно адекватно перевести в отрыве от контекста.
40. ↑  World of Work 63, August 2008 — Decent work = Safe work: Occupational safety and health at work; Saving lives, protecting jobs: HIV/AIDS and the world of work. Дата обращения: 2 июля 2012. Архивировано 2 августа 2016 года.
41. ↑  англ. «caused by preventable factors at the workplace» — по смыслу можно понять как: производственные травмы и другие телесные повреждения, которые вполне возможно предотвратить, если принять надлежащие меры охраны труда.
42. ↑  Decent Work: Safe Work Архивная копия от 24 апреля 2022 на Wayback Machine.
43. ↑  Slavery in the Antebellum South. Дата обращения: 2 июля 2012. Архивировано из оригинала 22 апреля 2012 года.
44. ↑  The Gray Area: Dislodging Misconceptions about Slavery. Дата обращения: 2 июля 2012. Архивировано из оригинала 14 января 2009 года.
45. ↑  Roman Household Slavery. Дата обращения: 2 июля 2012. Архивировано из оригинала 28 сентября 2008 года.
46. ↑  Наивысшая должность, когда-либо занимаемая рабом — это должность министра… Несколько бывших рабов даже становились монархами — например, те рабы, что стали султанами и основателями исламских правящих династий. Уровнем ниже раба-министра находились другие рабы, которые в Римской Империи, Центральной Азии, Китае и кое-где ещё работали в правительстве и управляли провинциями. … Существующий стереотип о том, что рабы были небрежными, и им можно было доверить только самую грубую ручную работу, бесчисленное количество раз опровергался в обществах с различными ожиданиями и правильными стимулами. http://www.britannica.com/EBchecked/topic/548305/slavery/24172/Slave-occupations Архивная копия от 24 мая 2015 на Wayback Machine The sociology of slavery: Slave occupations Encyclopaedia Britannica]
47. ↑  Reproduction of Daily Life by Fredy Perlman p.2
48. ↑  Cannibals All! By George Fitzhugh. Дата обращения: 30 сентября 2017. Архивировано 20 июня 2022 года.
49. ↑  Rogue States By Noam Chomsky
50. 1 2  Profit Over People by Noam Chomsky
51. ↑  Liberty. American Studies. CSI. Дата обращения: 3 октября 2012. Архивировано из оригинала 25 октября 2012 года.
52. ↑  Emma Goldman: A documentary History of the American Years
53. ↑  The Slaveholders' Indictment of Northern Wage Slavery by Wilfred Carsel
54. ↑  Cannibals All. Reactor Core. Дата обращения: 4 октября 2012. Архивировано из оригинала 13 января 2009 года.
55. ↑  Norberg, Johan. In Defense of Global Capitalism (неопр.). — Washington: Cato Institute, 2003. — ISBN 978-1-930865-47-1.
56. ↑  Family and Frontier in Colonial Brazil, Alida C. Metcalf, p. 201.
57. ↑  Metcalf, Alida. Family and Frontier in Colonial Brazil (неопр.). — Austin: University of Texas Press, 2005. — ISBN 978-0-292-70652-1.
58. ↑  B.7.2 Does social mobility make up for class inequality? An Anarchist FAQ: Volume 1 by Iain McKay
59. ↑  Fragments of an Anarchist Anthropology p. 37. Дата обращения: 4 октября 2012. Архивировано из оригинала 18 ноября 2008 года.
60. ↑  Democracy Now (19 октября 2007). Дата обращения: 24 октября 2018. Архивировано из оригинала 12 марта 2013 года.
61. ↑  Chomsky, Noam. Interview (1992). Дата обращения: 8 марта 2013. Архивировано из оригинала 12 марта 2013 года.
62. ↑  Thought Control. Socio-Politics. Question Everything. Дата обращения: 8 марта 2013. Архивировано 12 марта 2013 года.
63. ↑  Adam Smith — An Inquiry into the Nature and Causes of the Wealth of Nations — The Adam Smith Institute. Дата обращения: 8 марта 2013. Архивировано 1 октября 2009 года.
64. ↑  Graham, 2005.
65. ↑  Об обязанностях, книга I XI.II
66. ↑  Social Security Online History Pages. Дата обращения: 8 марта 2013. Архивировано 15 марта 2015 года.
67. ↑  Cajo Brendel. Kronstadt:Proletarian Spin-Off of The Russian Revolution. Дата обращения: 8 марта 2013. Архивировано 13 апреля 2013 года.
68. ↑  Chomsky, 1986.
69. ↑  Durham & Kellner, 2012.
70. 1 2  Пасс Андрей Аркадьевич, Рыжий Павел Анатольевич. Огосударствление промысловой кооперации в СССР во второй половине 1950-х гг. : причины и последствия // Социум и власть. — 2012. — Вып. 5 (37). — С. 114–122. — ISSN 1996-0522. Архивировано 12 декабря 2021 года.
71. ↑  De Grand, 2004, pp. 48–51.
72. ↑  A People’s History of the United States. Дата обращения: 8 марта 2013. Архивировано 4 октября 2021 года.
73. ↑  Kolko, 1962, pp. 725–6:Оригинальный текст (рус.)Участие „Дженерал Моторс“ в подготовке Германии к войне было закономерным последствием недвусмысленной экспортной философии этой компании, одобряющей получение прибылей везде, где только возможно, независимо от политических обстоятельств… В апреле 1939 г. Дж. М., полностью следуя этому кредо, создала дочернюю компанию „Опель“ — крупнейшего производителя танков в Германии… Описания других случаев участия американского бизнеса в германской промышленности заполнили собой дюжины томов протоколов правительственных заседаний.
74. ↑  Quote from an interview with Pierre van Paassen (24 July 1936), published in the Toronto Daily Star (5 August 1936)